# Beaver & Krause
Beaver & Krause sono stati un duo musicale di musica elettronica composto da Paul Beaver e Bernie Krause.

## Carriera
Nel 1967 pubblicarono The Nonesuch Guide to Electronic Music, album considerato un'opera pionieristica della musica elettronica. Nello stesso anno, Paul Beaver fece conoscere il sintetizzatore Moog al cantante-batterista dei Monkees Micky Olenz. Lo strumento verrà successivamente adoperato nel loro album Pisces, Aquarius, Capricorn & Jones Ltd.. Nello stesso periodo, Beaver diresse alcuni seminari dedicati alla musica ed al cinema negli LA Studios.
Nel mese di giugno del 1967, si esibirono al Festival di Monterey dove fecero conoscere al pubblico il funzionamento del sintetizzatore Moog. Grazie a quella dimostrazione, lo strumento venne scoperto da gruppi musicali come i Doors e i Byrds, che lo impiegarono immediatamente nei loro lavori. Ciò contribuì a promuovere la diffusione dei sintetizzatori, che sarebbero diventati degli strumenti predominanti a partire dalla prima metà degli anni Settanta.
Bernie Krause fece conoscere la tastiera a George Martin, produttore dei Beatles, ed a George Harrison nel 1968. Quest'ultimo lo adoperò nel suo album Electronic Sound, uscito durante l'anno seguente, e comprendente un'intera esibizione di Krause nel lato A.
Nel 1968, pubblicarono l'album Ragnarok Electronic Funk con il moog a fare da padrone, al quale fecero seguito In a Wild Sanctuary (1970) più vario con suggestioni esotiche di musica indiana, Gandharva (1971) registrato nella Grace Cathedral di San Francisco con una formazione aperta a altri musicisti tra cui Gerry Mulligan e Bud Shank, ed All Good Men (1972), che anticiparono le sonorità della new age e dell'electronica.
La loro traccia Spaced (contenuta in In a Wild Sanctuary) fu usata come fonte per il logo sonoro della THX Sound (Deep Note).
Mike Bloomfield e Ronnie Montrose collaborarono insieme nella traccia "Saga of the Blue Beaver" dei Beaver & Krause.
In seguito alla morte prematura di Paul Beaver, deceduto nel 1975 all'età di 49 anni, Krause iniziò una carriera da solista.

## Discografia

### Album in studio
- 1967 - The Nonesuch Guide To Electronic Music
- 1969 - Ragnarok Electronic Funk
- 1970 - In a Wild Sanctuary
- 1971 - Gandharva
- 1972 - All Good Men